# Jean Pesato
Jean Pesato – francuski kierowca wyścigowy.

## Kariera
W swojej karierze wyścigowej Pesato poświęcił się startom w wyścigach Grand Prix. W latach 1931–1932 Francuz pojawiał się w stawce Mistrzostw Europy AIACR. W pierwszym sezonie startów z dorobkiem szesnastu punktów uplasował się na szesnastej pozycji w klasyfikacji generalnej. Rok później uzbierane 24 punkty dały mu 26 miejsce w końcowej klasyfikacji kierowców.